# Eugen Ritter von Schobert

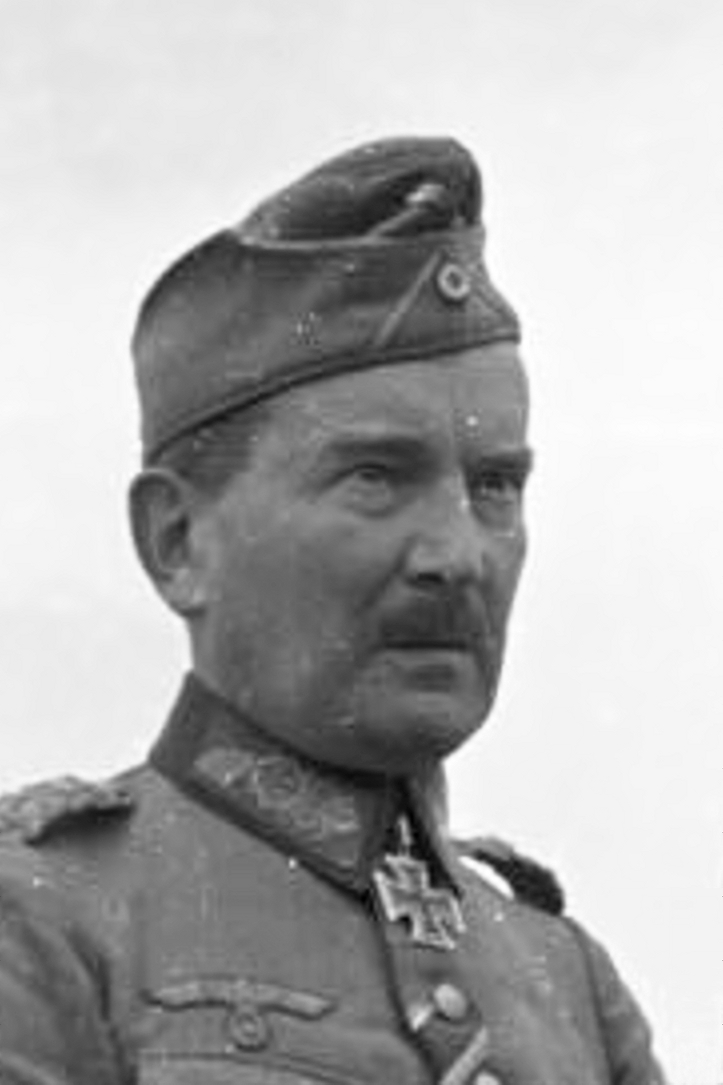
Eugen von Schobert (Aufnahme 1941)

Eugen Siegfried Erich Ritter von Schobert (* 13. März 1883 in Würzburg; † 12. September 1941 bei Nikolajew) war ein deutscher Heeresoffizier (seit Juli 1940 Generaloberst). Schobert diente während des Ersten Weltkrieges als Offizier im bayerischen Heer und erhielt dort den Militär-Max-Joseph-Orden, durch den er in den persönlichen Adel erhoben wurde. Danach gehörte er kurzzeitig dem Freikorps Epp an und machte anschließend in der Reichswehr und Wehrmacht Karriere. In der Wehrmacht profitierte er von seiner frühen Bekanntschaft mit Adolf Hitler und seiner positiven Einstellung zum Nationalsozialismus. Im Zweiten Weltkrieg kommandierte Schobert zunächst das VII. Armeekorps und ab Herbst 1940 die 11. Armee, die er ab Juli 1941 von Rumänien am Südflügel des deutschen Angriffs auf die Sowjetunion führte. Dabei weitete er den sogenannten Kommissarbefehl zur Erschießung der gefangengenommenen politischen Kommissare auf die zivilen Kommissare aus. Er war am Holocaust beteiligt und wirkte auf eine Zusammenarbeit mit der Einsatzgruppe D hin. Im September 1941 verunglückte Schobert bei der Landung seines Flugzeugs in einem Minenfeld tödlich. Er war der erste deutsche Armeeführer, der während des Zweiten Weltkrieges an der Front fiel.

## Leben
Eugen Schobert wurde am 13. März 1883 als Sohn des königlich-bayerischen Majors Karl Schobert und dessen Ehefrau Anna (geb. Michaely) in Würzburg geboren. Er besuchte von 1893 bis 1896 das Wilhelmsgymnasium in München und gehörte danach bis 1902 zum königlich-bayerischen Kadetten-Korps, in dem er schließlich das Abitur ablegte. Letzteres war damals nur bei wenigen Offiziersanwärtern der Fall; nur 34 der 246 Kadetten des Abschlussjahrgangs 1902 verfügten über diesen Bildungsgrad.
Am 14. Juli 1902 trat Schobert als Fähnrich in das 1. Infanterie-Regiment „König“ der Bayerischen Armee ein. Am 9. März 1904 erhielt er das Offizierspatent zum Leutnant. Ab April 1910 wurde er als Adjutant seines Bataillons verwendet. Da man damals versuchte, die Offiziere möglichst vielseitig auszubilden, um sie auf eine mögliche Verwendung im Generalstab vorzubereiten, gab es die Möglichkeit, sich in einer anderen Waffengattung ausbilden zu lassen. Schobert gehörte deshalb von Juni bis Dezember 1911 zur Luftschifferabteilung, wo er am Flugplatz Oberwiesenfeld als Flugzeugführer ausgebildet wurde. Er soll dabei eine Bruchlandung verursacht und sich eine Kopfverletzung zugezogen haben. Er blieb auch später der Fliegerei verbunden, als er zum Beispiel 1925 in Augsburg den örtlichen Ballonklub förderte.

### Erster Weltkrieg
Im August 1914 führte Schobert als Oberleutnant eine Kompanie seines Regiments in den Ersten Weltkrieg. In den nächsten Jahren wurde er durchgehend als Truppenoffizier an der Westfront eingesetzt. Obwohl er einen überdurchschnittlichen Bildungsgrad vorweisen konnte, gelangte Schobert während des Weltkrieges nicht in den Generalstabsdienst. Damit hob er sich, wie auch Ernst Busch, deutlich von den anderen späteren Heerführern der Wehrmacht in den ersten Kriegsjahren ab. Tatsächlich wurde später in einer Propagandapublikation berichtet, dass Schobert freiwillig auf eine Laufbahn im Generalstabsdienst verzichtet hätte. Ende 1915 soll Schobert ein entsprechendes Angebot erhalten haben, auf das er antwortete: „Mir is viel lieber, i bleib’ bei meinen Leut’n.“ Diese Version wurde jedoch von dem Historiker Johannes Hürter in Zweifel gezogen.
Im Frühjahr 1915 kam es zu einem Disziplinarverfahren gegen Schobert und einen seiner Zugführer, weil es mit ihrem Wissen am 31. März 1915 im Niemandsland an der Westfront zwischen den Linien zur Verbrüderung ihrer Soldaten mit französischen Soldaten gekommen war. Schobert soll dabei auch Fotografien angefertigt haben. Zeitweise wurden die Beschuldigten von ihrem Kommando entbunden, doch schon am 13. April wurde das Verfahren vom Regimentskommandeur eingestellt. Diese Episode schadete Schobert nicht weiter, denn bereits am 9. August wurde er zum Hauptmann befördert. Nach einer kurzen Verwendung als Regimentsadjutant wurde er im Oktober 1917 Bataillonskommandeur.
Während der deutschen Offensive „Michael“ an der Somme erzwang Schobert am 23. März 1918 mit seinem Bataillon den Übergang über den Crozat-Kanal. In einem Augenzeugenbericht des Leutnants Endl heißt es:

„Alles sprang unserem Kommandeur über die Brücke nach in die Ortschaft […] die Truppe stürmte die etwa 1200 Meter lange Dorfstraße entlang […] Die plötzlich eintretenden großen Verluste wirkten lähmend. Da rettete Hauptmann Schobert die Lage, indem er aus Leibeskräften ‚Hurra‘ rief. Alles stimmte ein und stürmte vorwärts. Das M.G.-Nest wurde genommen, der englische Kapitän durch Hauptmann Schobert im Zweikampf erledigt.“

Dafür erhielt er das Ritterkreuz des Militär-Max-Joseph-Ordens, durch den er in den persönlichen Adelsstand erhoben wurde und nunmehr Eugen Ritter von Schobert hieß. Zuvor hatte er am 14. September 1914 und am 11. November 1915 schon das Eiserne Kreuz II. und I. Klasse und den Bayerischen Militärverdienstorden erhalten. Am 6. Mai 1918 wurde er zudem mit dem Ritterkreuz des Königlichen Hausordens von Hohenzollern mit Schwertern ausgezeichnet. Im Juli 1918 erlitt Schobert eine schwere Kopf- und Armverwundung. Den Waffenstillstand von Compiègne vom 11. November 1918 erlebte er deshalb im Lazarett in Aschau am Chiemsee.

### Reichswehr
Schobert schloss sich nach dem Ende seines Lazarettaufenthalts dem Freikorps Epp an. Dieser etwa 700 Mann starke Verband war auf Anweisung des Reichswehrministers Gustav Noske für den Grenzschutz Ost aufgestellt worden. Im April 1919 schlug diese paramilitärische Einheit zusammen mit dem Militär die Münchner Räterepublik nieder. Danach wurde das Freikorps der Reichswehr eingegliedert und Schobert als Führer der 8. (MG-)Kompanie des Schützen-Regiments 42 eingeteilt. In dieser Zeit lernte er offenbar Adolf Hitler kennen. Zumindest schrieb General Edmund Glaise von Horstenau 1941 in seinem Tagebuch über ein Gespräch mit Schobert: „Mit dem Führer verbinden ihn seit 1919 persönliche Beziehungen und eine durch nichts zu beeinträchtigende Anhänglichkeit.“ Angeblich lernten sich beide kennen, als Hitler einen seiner Vorträge in der Kompanie Schoberts hielt. Schobert war danach im März und April 1920 im Raum Oberhausen an der Niederschlagung des Ruhraufstandes beteiligt.
Schobert heiratete 1921 Alice Rieder-Gollwitzer. Sie bekamen in den folgenden Jahren zwei Söhne und eine Tochter. Im selben Jahr gehörte Schobert dann zu den nur etwa 4.000 in die neue Reichswehr übernommenen Offizieren. Er diente ab dem 1. Januar 1921 im 19. Infanterie-Regiment in Lindau und soll dort an der Ausbildung und geheimen Aufrüstung der „Schwarzen Reichswehr“ beteiligt gewesen sein. Im Jahr 1923 sympathisierte Schobert offenbar offen mit dem Hitler-Ludendorff-Putsch. Er soll einen Teil seines Bataillons nach München in Marsch gesetzt haben, um Hitler zu unterstützen. Dies schadete seiner Karriere jedoch nicht, denn schon am 22. Februar 1924 erhielt er die Beförderung zum Major und im Oktober des Jahres wurde er Bataillonskommandeur im 19. Infanterie-Regiment in Kempten. Von Januar 1926 bis Februar 1927 wurde Schobert erstmals in einem Generalstab verwendet. Dies war der Stab der 7. Division in München, wo zu dieser Zeit auch der spätere Generaloberst Friedrich Dollmann diente. Dort war er insbesondere an der Verfassung von Dienstvorschriften und Lehrwerken beteiligt. Danach wechselte Schobert ins Reichswehrministerium, wo er bei der Inspektion der Infanterie (In2) beschäftigt war. Nach zwei Jahren kehrte er im Februar 1929 als Kommandeur des in Augsburg stationierten II. Bataillons zum 19. Infanterie-Regiment zurück. Dort wurde er am 1. April 1929 Oberstleutnant. Am 1. Oktober 1930 wurde er Leiter des Ausbildungsstabes der Infanterie in Döberitz. Im November 1932 wechselte er zum Stab des Gruppenkommandos 2 in Kassel, wo er am 1. April 1932 die Beförderung zum Oberst erhielt.

### Wehrmacht

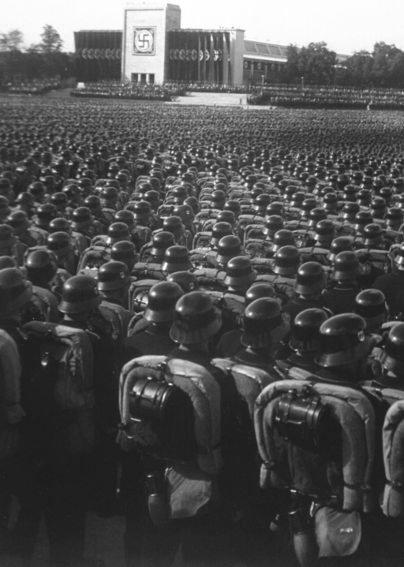
Truppen der SS bei dem Reichsparteitag von 1935, an dessen Organisation Schobert Anteil hatte

Im Jahr 1933 gehörte Schobert als Oberst zur Spitze der Reichswehr, obwohl er nicht aus dem Generalstab hervorgegangen war. Die Machtergreifung der Nationalsozialisten verbesserte seine Karrierechancen in den nächsten Jahren erheblich. Schon im April 1933 wurde er Chef des Stabes der Inspektion der Infanterie im Reichswehrministerium, und im August 1934 wurde er als Infanterie-Führer VII wieder nach München versetzt. Dort erhielt er am 1. Oktober seine Beförderung zum Generalmajor. Schobert „profilierte sich als linientreuer, politischer Offizier, wie viele Nationalsozialisten ihn sich wünschten.“ So entließ er im Juni 1935 einen Soldaten, der sich negativ über die SA geäußert hatte, und begründete dies damit, dass dieser als Ausbilder mehr Feingefühl für die Zusammenarbeit mit der Partei hätte zeigen müssen. 1934 und 1935 organisierte Schobert jeweils den „Tag der Wehrmacht“ bei den NSDAP-Parteitagen in Nürnberg.
Am 15. Oktober 1935 übernahm Schobert als Kommandeur die neu aufgestellte 17. Infanterie-Division in Nürnberg und danach im März 1936 die 33. Infanterie-Division in Mannheim. Er behielt dieses Kommando zwei Jahre lang und erhielt in diesem Zeitraum die Beförderungen zum Generalleutnant (1. Januar 1937) und General der Infanterie (1. Februar 1938). Im März 1938 übernahm Schobert den Befehl im Wehrkreis VII; er war damit im Kriegsfall gleichzeitig Kommandierender General des VII. Armeekorps, eine Dienststellung, die zuvor Generalleutnant Walter von Reichenau innegehabt hatte. Am 12. März 1938 beteiligte sich Schobert als Kommandeur des VII. Armeekorps im Rahmen der 8. Armee (Generaloberst Fedor von Bock) an den Operationen zum „Anschluss“ Österreichs. Zuvor war er von Hitler zeitgleich mit Göring und noch vor allen anderen Militärs in der Nacht vom 9. auf den 10. März informiert worden. Schobert hatte Hitler davon überzeugt, dass ein Einmarsch in Österreich zentral geplant und geleitet werden müsse, woraufhin der Diktator erst den Generalstabschef Generaloberst Ludwig Beck mit der improvisierten Planung des Unternehmens beauftragte. Kurz darauf wurde das VII. Armeekorps am 1./2. Oktober 1938 erneut mobilisiert und zur Besetzung des Sudetenlandes herangezogen. Über diesen Einsatz brachte der Generalstab des Armeekorps kurz darauf eine Propaganda-Publikation heraus. Auch in dieser Zeit als Kommandierender General wirkte Schobert auf die nationalsozialistische Ausbildung seiner Soldaten hin. In einem Ausbildungsbefehl vom 4. November 1938 schrieb er:

„Unser oberstes Gesetz heißt: ‚Alles für den Führer, für Deutschland!‘ Unter dieser Parole muß die Truppe innerlich fest und unbedingt hart gegen sich selbst werden. Unter ihr geht sie den klaren Weg der Pflicht, unbekümmert um auch weniger schöne Erscheinungen des Alltags. Sie kümmern ihn nicht. Er wühlt nicht Schmutz auf, ist kein Meckerer. Aber Erfolge im Leben unseres Volkes, errungen durch echten deutschen Mannesmut, begeistern ihn umso mehr.“

### Zweiter Weltkrieg

#### Krieg gegen Polen 1939
Am 26. August 1939, kurz vor Beginn des Zweiten Weltkrieges, wurde das Kommando des Wehrkreises VII erneut mobilgemacht und als VII. Armeekorps der Heeresgruppe Süd (Generaloberst Gerd von Rundstedt) unterstellt. Es umfasste die 68. und 27. Infanterie-Division und diente der Heeresgruppe in den ersten Tagen des Septemberfeldzuges gegen Polen als Reserve. Das Korps marschierte über Tarnowitz, Kielce und Jędrzejów, bevor es der 14. Armee (Generaloberst Wilhelm List) unterstellt wurde. Im Rahmen dieser Armee überquerte Schoberts Armeekorps bei Baranów und Tarnobrzeg die Weichsel und nahm an der Schlacht bei Tomaszów Lubelski (16. bis 20. September 1939) teil, in deren Verlauf etwa 60.000 polnische Soldaten gefangen genommen wurden. Am 21. und 26. September 1939 wehrte das VII. Armeekorps bei Zamosc starke polnische Gegenangriffe ab. Es zog sich dann kämpfend bis Annopol an der Weichsel zurück, denn es hatte sich bereits auf dem Territorium befunden, das gemäß dem geheimen Zusatzprotokoll des deutsch-sowjetischen Nichtangriffspaktes vom 23. August 1939 der Sowjetunion zugesprochen worden war. Auch über diese Kämpfe brachte Schoberts Generalstab eine Propaganda-Schrift heraus.
In Polen gehörte Schobert zu den Truppenführern, die ihre Truppen schon vor dem Einmarsch in Polen auf einen möglichen Freischärlerkrieg hinwiesen, aber gleichzeitig vor „Gespensterseherei“ warnten. Am 5. September 1939 ordnete seine Kommandostelle an, dass nicht-militärische polnische Widerstandsorganisationen mithilfe der deutschstämmigen Minderheit aufzudecken und zu vernichten seien. Schobert erließ am selben Tag einen Sonderbefehl, in dem er die Lockerung der Disziplin bei der Truppe kritisierte (es war zu Plünderungen gekommen) und die um sich greifende Nervosität wegen angeblicher polnischer Freischärler anprangerte, wegen der es zu „sinnloser Schießerei“ gekommen sei. Da dies offenbar nicht die gewünschte Wirkung erzielte, erließ Schobert am 7. September einen weiteren Korpsbefehl, in dem es hieß: „Es ist vorgekommen, daß ohne ausreichende Beweise im Affekt Zivilisten auf Anordnung unbefugter Offiziere erschossen wurden. […] Wir brauchen einen zersprengten Feind nicht zu fürchten! Zu Nervosität und ihren Folgeerscheinungen besteht kein Anlass. Das Erschießen von Zivilisten, die nicht im Kampf fallen, können nur Gerichtsherren befehlen.“ Später, am 21. September, drohte er für besonders schwere Straftaten gegen die Zivilbevölkerung, zum Beispiel Raubüberfälle, die Todesstrafe an.

#### Einsatz im Westen 1940

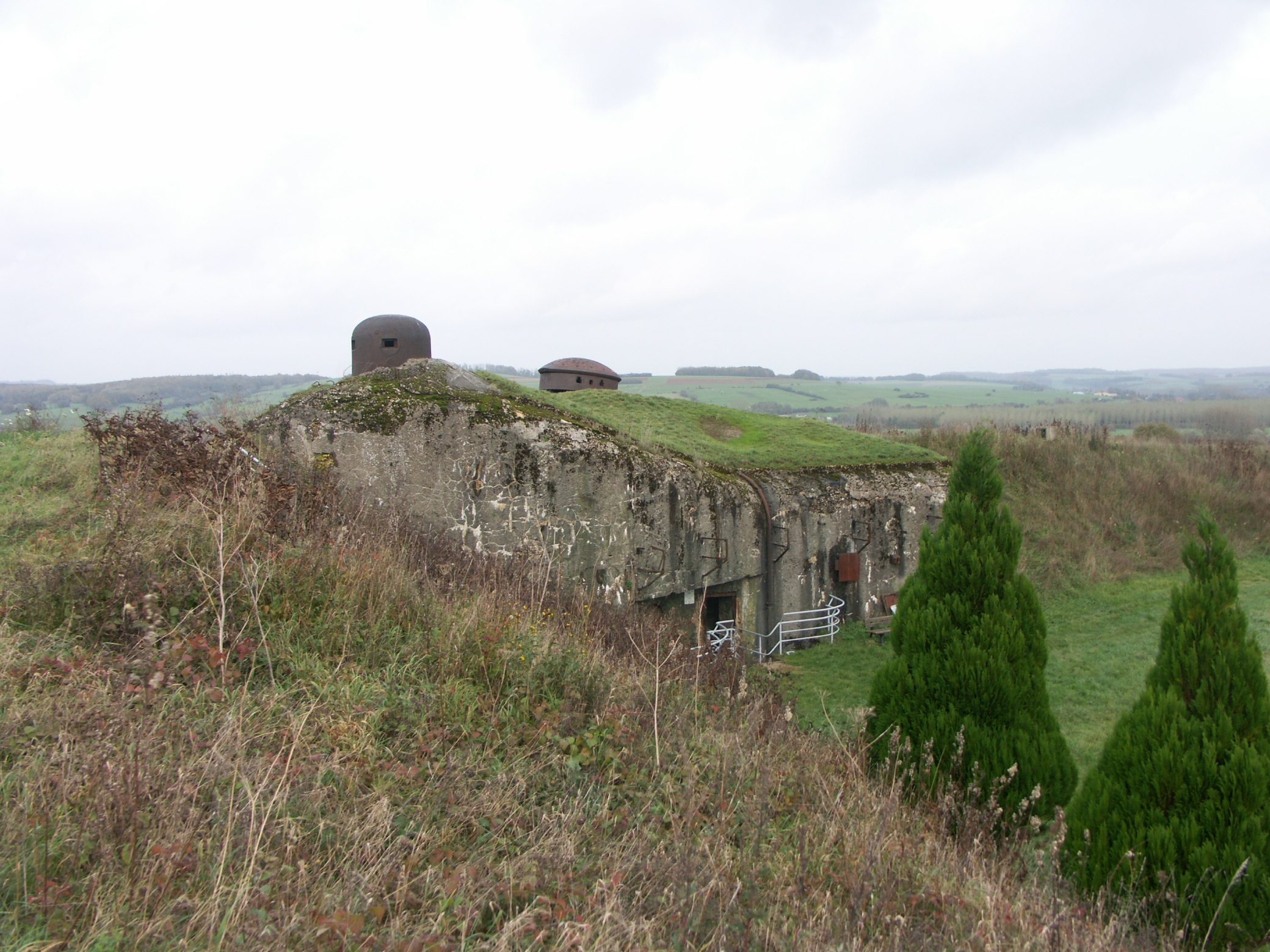
Teile des Panzerwerks 505 heute

Das Generalkommando VII wurde kurz nach Beendigung der Kampfhandlungen in Polen an die deutsche Westgrenze verlegt. Hier kam es zunächst zu keinen größeren Kampfhandlungen (→ Sitzkrieg). Gleichzeitig erfuhr Schobert jedoch eine gewisse Zurücksetzung, als im Oktober 1939 General der Infanterie Ernst Busch, der Kommandierende General des VIII. Armeekorps, an die Spitze der neu gebildeten 16. Armee berufen wurde. Beide Offiziere hatten im Ersten Weltkrieg als Truppenoffiziere gedient, beide galten dem Nationalsozialismus gegenüber als offen eingestellt und beide hatten ein Armeekorps in den Kämpfen im Raum Tomaszow kommandiert. Und obwohl Schobert der dienstältere Offizier war, wurde nicht er, sondern Busch zum Befehlshaber der Armee ernannt, der Schobert mit seinem VII. Armeekorps unterstellt wurde.
Im Westfeldzug ab dem 10. Mai 1940 gehörte Schoberts Korps als Teil der 16. Armee zur Heeresgruppe A unter Generaloberst Gerd von Rundstedt. Die Aufgabe der Armee bestand zunächst in der Flankensicherung für den deutschen Panzervorstoß der Masse der Heeresgruppe A über die Maas weiter nördlich. Um die französischen Kräfte entlang der gegenüberliegenden Maginot-Linie zu binden, wurde das VII. Armeekorps mit einem Angriff gegen das Panzerwerk 505 nahe Verdun beauftragt, den es vom 16. bis 19. Mai 1940 erfolgreich durchführte. Angesichts der allgemeinen operativen Lage im Norden war der Angriff ohne größere Bedeutung, doch „der Kampf um La Ferté wurde schließlich derart hoch stilisiert, als gelte es, an dieser Stelle die Schlacht von Verdun ein zweites Mal zu schlagen […] bei diesem von beiden Seiten so heftig geführten Kampf um das Panzerwerk 505 ging es um etwas völlig anderes, nämlich den Mythos von der »Unüberwindlichkeit der Maginotlinie«.“ Diese Leistung wurde in der Propaganda besonders hervorgehoben und der „überlegenen Führung und dem beispielhaften und mitreißenden Einsatz des Kommandierenden Generals“ zugeschrieben. Dafür wurde Schobert am 29. Juni 1940 das Ritterkreuz des Eisernen Kreuzes verliehen.
In der zweiten Phase des Westfeldzuges, dem „Fall Rot“, erzwang das VII. Armeekorps im Rahmen der 16. Armee ab dem 9. Juni 1940 den Übergang über die Aisne. Die Armee wurde kurz darauf der Heeresgruppe C (Generaloberst Wilhelm Ritter von Leeb) unterstellt. So hatte Schoberts Korps Anteil an der Einschließung der etwa 200.000 Mann starken alliierten Heeresgruppe 3 (französische 2., 3., 5. und 8. Armee), die bis zum 22. Juni 1940 kapitulieren musste. Am 25. Juni 1940 trat schließlich der Waffenstillstand von Compiègne in Kraft, der den Krieg im Westen vorläufig beendete. Im Rahmen einer großen Beförderungswelle innerhalb der Wehrmachtführung wurde Schobert in Anerkennung seiner militärischen Leistungen am 19. Juli 1940 in den Rang eines Generalobersten erhoben.
Im Verlauf des geplanten Unternehmens Seelöwe, der Invasion Großbritanniens, war das VII. Armeekorps als Teil der Landungskräfte vorgesehen. Das Kommando des Korps ließ dafür einen neuen Marsch für seine Truppen komponieren, dessen Titel England zerkrache lautete. Erst nachdem das Landungsunternehmen auf unbestimmte Zeit verschoben worden war, avancierte Schobert am 5. Oktober 1940 zum Oberbefehlshaber des neu gebildeten Armeeoberkommandos 11, das zunächst noch als „Kommandostab Leipzig“ getarnt in Leipzig, ab April 1941 in München verweilte. In den folgenden Monaten widmete sich Schobert der Ausbildung und Ausrüstung verschiedener ihm unterstellter Verbände im Hinblick auf den bevorstehenden Krieg gegen die Sowjetunion.

#### Krieg gegen die Sowjetunion 1941

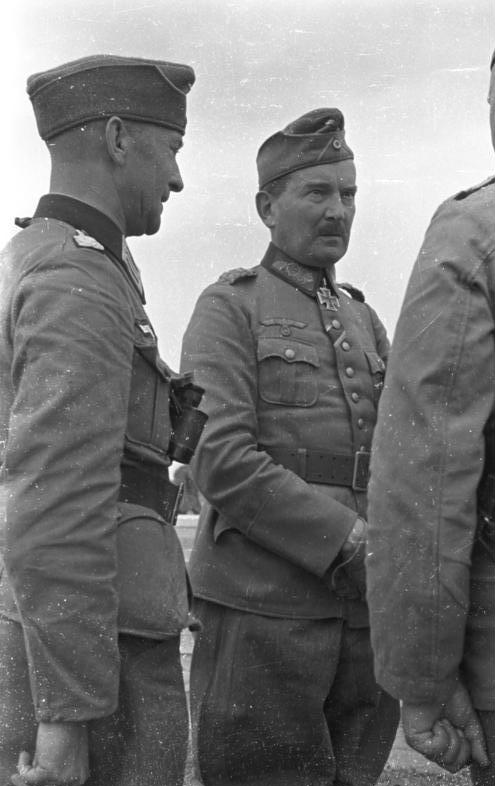
Generaloberst von Schobert (rechts) im Gespräch mit Oberstleutnant Hans von Ahlfen beim Übergang über den Pruth (1941)

Ursprünglich war vorgesehen, dass das Armeeoberkommando 12 unter Generalfeldmarschall Wilhelm List die Führung des deutschen Vorgehens von Rumänien aus gegen die Sowjetunion übernehmen sollte. Da dieser allerdings nach dem Balkanfeldzug im Frühjahr 1941 zum Wehrmachtbefehlshaber Südost (Griechenland und Jugoslawien) ernannt wurde, wurde stattdessen das Armeeoberkommando 11 nach Rumänien entsandt. Schobert wurden sämtliche dort schon befindlichen bzw. noch zugeführten deutschen Truppen im Umfang von sieben Infanterie-Divisionen (22., 50., 72., 76., 170., 198. und 239.), drei Generalkommandos (XI., XXX. und LIV.) sowie der deutschen Luftwaffenmission mit etwa 60 Jagdflugzeugen unterstellt. Am 24. Mai 1941 nahm Schobert seine Funktion als „Oberbefehlshaber der deutschen Truppen in Rumänien“ auf. Bis zum Beginn des geplanten Angriffs war es die Aufgabe dieser Truppen, die kriegswirtschaftlich bedeutenden rumänischen Ölfelder bei Ploiești für den Fall zu schützen, dass die Rote Armee den deutschen Aufmarsch bemerken und diese mit einem eigenen Vorstoß stören würde. Ab dem 28. Mai wurden die letzten Vorbereitungen zur Offensive gegen die UdSSR getroffen, deren erstes Ziel die Stadt Winniza (Operation „München“) sein sollte. Die beteiligten Armeen (3. und 4.) des erst sehr spät eingeweihten rumänischen Verbündeten sollten zwar dem Armeeoberkommando 11 ebenfalls unterstehen, allerdings sollte aus politischen Gründen der rumänische Marschall und eigentliche Staatsführer Ion Antonescu als nomineller Oberbefehlshaber aller von Rumänien aus operierenden deutschen und rumänischen Verbände fungieren. Somit ergab sich die Situation, dass das deutsche Armeeoberkommando 11 zwar sämtliche Operationspläne und alle notwendigen Befehle erarbeitete, diese aber, sofern sie rumänische Truppen betrafen, von Antonescu bestätigen lassen musste. Schoberts Oberkommando fungierte quasi als Arbeitsstab des nominellen Oberbefehlshabers Antonescu.
Der deutsche Angriff gegen die Sowjetunion begann am 22. Juni 1941. Am 24. Juni erfolgte die rumänische Kriegserklärung und am folgenden Tag wurde von Schoberts Armeeoberkommando 11 die Vorbereitung einer Offensive über den Pruth befohlen. Am 2. Juli 1941 sollte der Angriff durchgeführt werden, für den die rumänische 3. Armee der deutschen 11. Armee unterstellt wurde. Schobert erhielt den Befehl, nicht auf Winniza, sondern zunächst auf Proskurow vorzugehen, wo er Anschluss an die übrigen Verbände der Heeresgruppe Süd gewinnen sollte. Der sowjetische Widerstand der hier eingesetzten Südfront (Generalleutnant I.W. Tjulenew) verlangsamte das Vorankommen der deutsch-rumänischen Verbände erheblich. Deshalb gelang es nicht, wie vorgesehen Teile der Roten Armee zwischen der deutschen 11. und 17. Armee sowie der Panzergruppe 1 einzuschließen. Als die Spitzen der 11. Armee im Raum Soroki standen, wurde ihre Südflanke am 9. Juli von einem sowjetischen Gegenangriff getroffen, der das Abdrehen eines Korps zur Einnahme von Kischinew nötig machte. Aus diesem Grund und wegen anhaltender Nachschubschwierigkeiten sah sich Schobert außerstande, vor dem 17. Juli erneut anzugreifen. Die Verbände der 11. Armee konnten deshalb nicht mehr in die sich ab Mitte Juli entwickelnde Kesselschlacht bei Uman eingreifen. Nachdem in dieser Schlacht allerdings drei sowjetische Armeen (6., 12. und Teile der 18. Armee) aufgerieben worden waren, gewannen die deutsch-rumänischen Verbände in der Ukraine eine größere Bewegungsfreiheit.
Am 12. August erhielt Schobert eine neue Weisung, die ihn beauftragte, gegen den Dnepr zu operieren und dort Brückenköpfe zu errichten, um in einem weiteren Schritt auf die Krim vorzudringen. Dabei kam es nur zu örtlichen Gefechten mit sowjetischen Nachhuten, sodass der Dnepr bei Berislaw bald erreicht werden konnte. Da Stalin jedoch befohlen hatte, die Dnepr-Linie unbedingt zu halten, entwickelten sich in diesem Raum vom 30. August bis zum 5. September 1941 heftige Kämpfe, in deren Verlauf Schoberts Truppen (XXX. Armeekorps, General der Infanterie Hans von Salmuth) einen Brückenkopf jenseits des Dnepr bilden konnten. Schobert setzte nun das LIV. Armeekorps (General der Kavallerie Erik Hansen) in Richtung der Krim an und ließ die Verbände der Roten Armee vom XXX. Armeekorps und XXXXIX. (Geb.)Armeekorps (General der Gebirgstruppe Ludwig Kübler) verfolgen. Am 12. September 1941, als das LIV. Armeekorps die Landenge von Perekop erreichte, kam Generaloberst von Schobert beim Absturz seines Aufklärungsflugzeuges zu Tode. An seiner Stelle übernahm General der Infanterie Erich von Manstein, der am 17. September eintraf, den Befehl über die 11. Armee.
Während der 10 Wochen seines Kommandos ließ Schobert den verbrecherischen Kommissarbefehl ausführen. Diesen hatte er für seinen Bereich auf zivile sowjetische Kommissare ausgeweitet, was in dem Befehl selbst gar nicht vorgesehen war. Auf einer bereits am 18. Juni unter seiner Leitung durchgeführten Einsatzbesprechung zur Befehlsausgabe, bei der neben dem rumänischen Staatschef Antonescu auch alle Divisionskommandeure der 11. Armee anwesend waren, wurden die wesentlichen Bestimmungen des Kriegsgerichtsbarkeitserlasses und des Kommissarbefehls wie folgt festgehalten:

„Freischärler, Saboteure, politische Kommissare der Truppe und einwandfrei festgestellte politische Kommissare der Zivilverwaltung sind kurzerhand zu erschießen.“

Stabschef Otto Wöhler wollte den Befehl insofern einschränken, als er nur die sowjetischen Kommissare erschießen lassen wollte, die sich eines Verbrechens schuldig gemacht hatten, auf dem die Todesstrafe stand. Doch Schobert lehnte dies mit der Begründung ab, dass man einen Befehl nicht einfach so zu den Akten lege könne. Als er hörte, dass der Kommandeur der 50. Infanterie-Division, Generalleutnant Karl-Adolf Hollidt, den Kommissarbefehl für nicht mit seinem Gewissen vereinbar hielt, tat er das mit der Bemerkung ab, Hollidt sei ein Soldat, dessen Aufgabe es sei, Befehle auszuführen.

#### Beteiligung am Holocaust

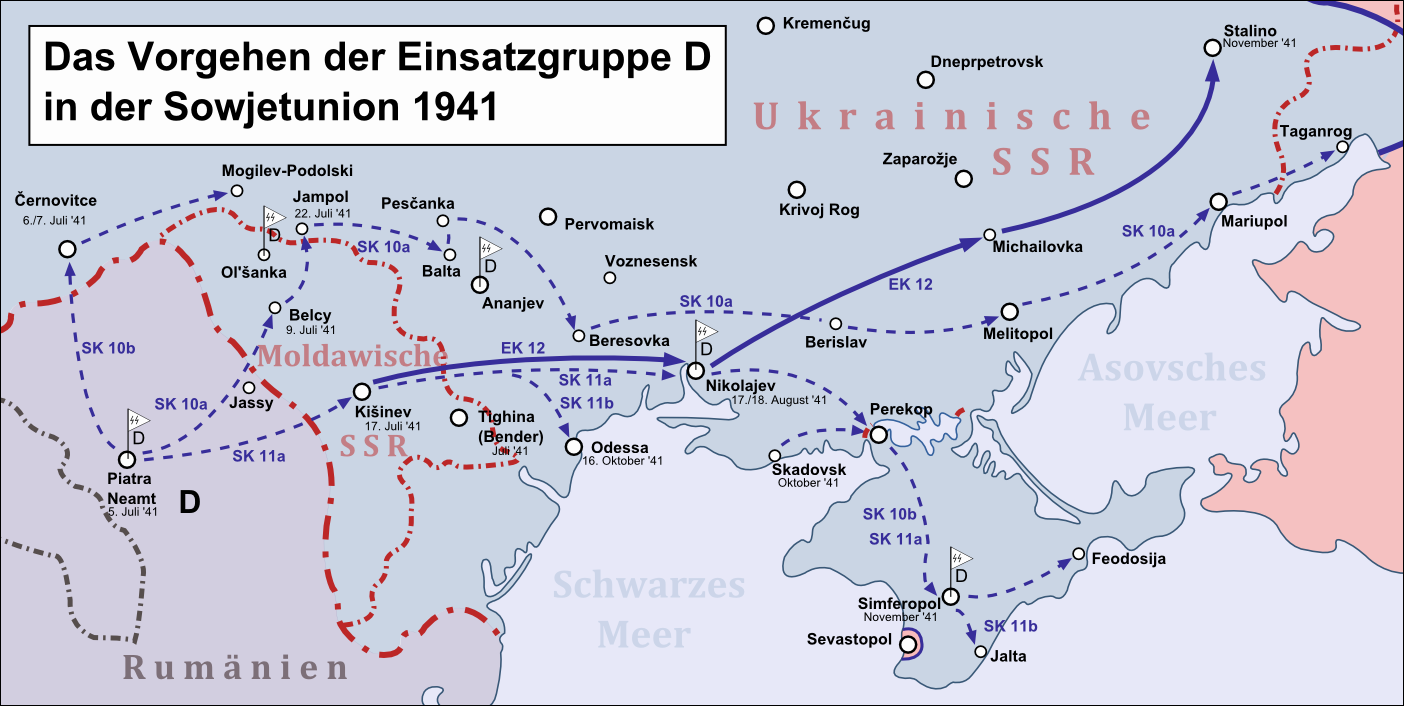
Vorgehen der Einsatzgruppe D im Operationsgebiet der 11. Armee

Die Wehrmacht war im Krieg gegen die Sowjetunion von Anfang an am Massenmord an den Juden beteiligt. Während die Einsatzgruppen A, B und C den Heeresgruppenkommandos Nord, Mitte und Süd mit ihren jeweils mehreren Armeen zugeteilt waren, war die im Vergleich zu den Einsatzgruppen A, B und C etwas kleinere Einsatzgruppe D allein Schoberts Armeekommando 11 zugeteilt. Am 12. Juli 1941 traf der Generaloberst erstmals zu einer persönlichen Aussprache mit dem Chef der Einsatzgruppe D, Otto Ohlendorf, zusammen. Danach trafen die beiden laut Ohlendorf noch „ein- oder zweimal im Kasino“ des Armeestabs zusammen. Im Gespräch am 12. Juli sicherte Schobert den SS-Verbänden „freie Hand“ und „elastischen Einsatz“ zu. Damit stand Schobert im Einklang mit der Praxis, die zur gleichen Zeit zwischen dem Heeresgruppenkommando Mitte (Generalfeldmarschall Fedor von Bock) und der Einsatzgruppe B vereinbart worden war.
Praktisch wurde die Vereinbarung zwischen Ohlendorf und Schobert von seinem Generalstabschef Otto Wöhler unterlaufen, der die Einsatzgruppe wie eine Hilfstruppe hauptsächlich für Sicherungsaufgaben zur Verfügung der Armee einsetzen wollte. Die Aktionen der Einsatzgruppe wurden auf diese Art stark eingeschränkt, wogegen Ohlendorf bei seinen Vorgesetzten protestierte. Wöhlers Absicht war es nicht, die Morde der Einsatzgruppe zu verhindern, sondern sie vielmehr zur Unterstützung der Polizeikräfte der 11. Armee zu instrumentalisieren. Ab dem 7. August 1941 gestaltete sich der Ansatz der Einsatzgruppe D flexibler. Sie wurde von Schobert angewiesen, die Sicherung des rückwärtigen Gefechtsgebietes zu übernehmen. Er führte aus, dass zahlreiche sowjetische Soldaten ihre Bunker verlassen und sich in Bauernkleidung abgesetzt hätten. Dadurch bestehe die Gefahr, dass sich Partisanengruppen bilden würden. Er ordnete an, „alle Personen, die sich nicht einwandfrei ausweisen können, festzunehmen, notfalls zu erschießen. Lieber sollen zuviel als zuwenig Personen festgenommen werden.“ In den folgenden Wochen schnellte die Zahl der von der Einsatzgruppe D ermordeten Juden nach oben. In den ersten knapp zwei Monaten des Krieges waren 4.425 Menschen ermordet worden. Bis Ende September stieg diese Zahl auf 35.782.
Schobert selbst wirkte auf eine Zusammenarbeit mit der Einsatzgruppe D hin. Ein Beispiel dafür ist der „Fall Romanenko“. Dieser Mann wurde beschuldigt, ein Kommissar zu sein, der einige Hilfswillige bedroht und zur Niederlegung ihrer Arbeit aufgefordert hatte. Auf Schoberts direkten Befehl hin wurde Romanenko an das Sonderkommando 11a übergeben, das ihn exemplarisch bestrafen sollte, zum Beispiel durch öffentliches Hängen. Später stellte sich heraus, dass der Mann unschuldig war. Trotzdem wurde er am 9. September 1941 aus „erbbiologischen Gründen“ hingerichtet, da er als „Geistesschwacher“ eingeschätzt wurde, der sich nach eigener Aussage mehrfach in Sanatorien aufgehalten hatte.
Ein weiterer Aspekt war das Vorgehen der rumänischen Truppen gegen die jüdische Bevölkerung, dem in der Anfangsphase des Krieges in der Ukraine mehr Menschen zum Opfer fielen als den deutschen Einsatzgruppen. Die öffentlichen Pogrome und Erschießungen fanden keine Billigung in Schoberts Armeeoberkommando. Ende Juli 1941 begannen die rumänischen Behörden, zehntausende Juden aus dem von Rumänien beanspruchten Bessarabien zu vertreiben und sie über den Grenzfluss Dnestr in das rückwärtige Gebiet der 11. Armee abzuschieben. Schobert wandte sich energisch gegen diese Praxis, da er darin eine Gefährdung der Sicherheit in seinem Befehlsbereich sah. Er ließ die Juden durch die Einsatzgruppe D wieder zurücktreiben und richtete jeweils am 31. Juli und 15. August einen Beschwerdebrief an seine vorgesetzten Dienststellen. Daraufhin einigte man sich am 30. August 1941 in Tighina dahingehend, dass die Rumänen gegen den Erhalt der vollen Souveränität in Transnistrien auf weitere Abschiebungen verzichteten.

### Tod und zeitgenössische Beurteilung

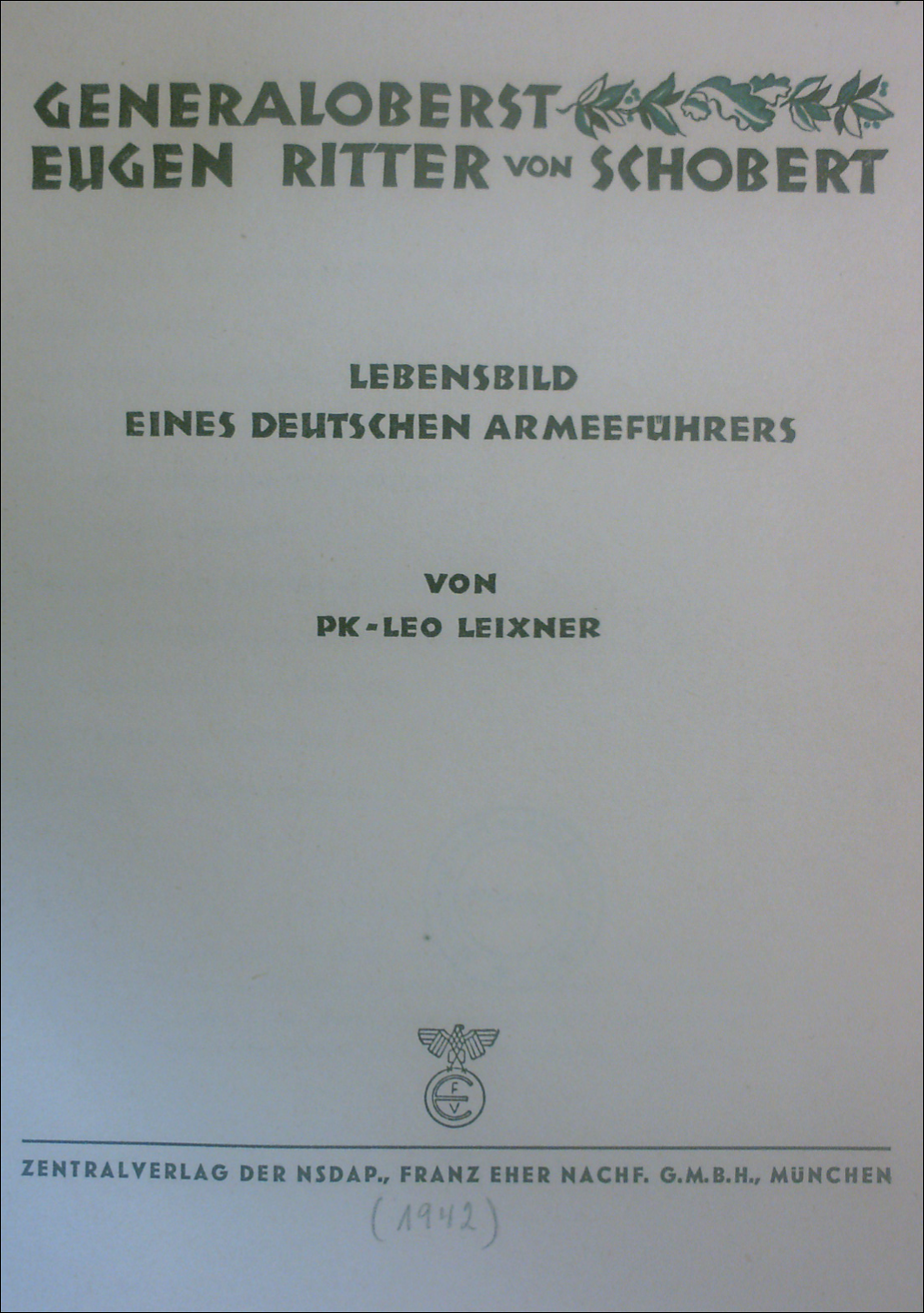
Deckblatt des 1942 vom Zentralverlag der NSDAP herausgegebenen Gedenkbuches

Am 12. September 1941 bestieg Schobert zusammen mit dem Piloten Hauptmann Wilhelm Suwelack einen Fieseler „Storch“ der Kurierstaffel 7, um zu einem vorgeschobenen Divisionsgefechtsstand zu fliegen. Aus unbekannten Gründen, wahrscheinlich aber wegen Beschuss durch sowjetische Maschinengewehre, mussten sie zu einer vorzeitigen Landung ansetzen. Dabei geriet das Flugzeug jedoch in ein sowjetisches Minenfeld und explodierte kurz nach dem Aufsetzen. Beide Insassen kamen ums Leben. Schobert war der erste deutsche Armeeführer, der im Zweiten Weltkrieg fiel. Sein Tod wurde am 14. September 1941 im Wehrmachtbericht offiziell bekannt gegeben. Am 15. September wurde Schobert nahe dem Bug-Liman beigesetzt. Der Oberbefehlshaber des Heeres, Generalfeldmarschall Walther von Brauchitsch, hielt die Grabrede. Auch Marschall Antonescu fand sich ein und verlieh posthum den Orden Michael der Tapfere. Am 23. September wurde im Deutschen Reich ein von Hitler befohlener Staatsakt begangen, dessen zentrale Feier in München stattfand. Hier hielt Generaloberst Friedrich Fromm eine Gedächtnisrede für Schobert. Die NSDAP beteiligte sich maßgeblich an den Feierlichkeiten, was angesichts der Spannungen zwischen Partei und Militär nicht selbstverständlich war. Hitler selbst schrieb in seinem Kondolenzbrief an Schoberts Witwe: „Ich verliere mit ihm einen Kameraden, auf den ich mich jederzeit verlassen konnte.“ Ein knappes Jahr später erschien im Zentralverlag der NSDAP, der schon zuvor zwei Bücher über das VII. Armeekorps herausgebracht hatte, die Propaganda-Publikation Generaloberst Eugen Ritter von Schobert – Lebensbild eines deutschen Armeeführers von dem Propagandakompanie-Angehörigen Leo Leixner. Diese Schrift mit geringem Informationswert ist bis heute die einzige monografische Behandlung der Biografie Schoberts.
General Erwin von Witzleben beurteilte Schobert schon 1938 als einen Mann mit „scharf nationalsozialistisch ausgeprägter Persönlichkeit.“ Nach dem Tod des Generals bestätigte dies Reichspropagandaminister Joseph Goebbels, der Schobert als „von Grund auf nationalsozialistisch gesonnen <sic!>“ bezeichnete. Während der Nürnberger Prozesse sagte Generaloberst von Salmuth aus, dass Schobert Hitler bewundert und dessen Befehle blind befolgt habe. Später äußerte er, Schobert sei kein Nationalsozialist gewesen, sondern ein aufrichtiger und ehrlicher Mensch. „Er war ein Idealist reinsten Wassers, und wenn er den Ideen Hitlers gefolgt ist, so war es deshalb, weil er an sie glaubte wie das Amen in der Kirche.“ Otto Wöhler sagte aus, dass Schobert an Hitler und dessen „historische Mission“ geglaubt habe. „Ich glaube aber nicht, dass Schobert das gewesen ist, was man unter einem nazistischen Treiber im Sinne der Parteipolitik zu verstehen hat.“ Anders beurteilte das der ehemalige Generalleutnant Hans Speidel, der in Schobert einen „dezidierten Nationalsozialisten“ sah.

## Anhang